# Scudo ungherese

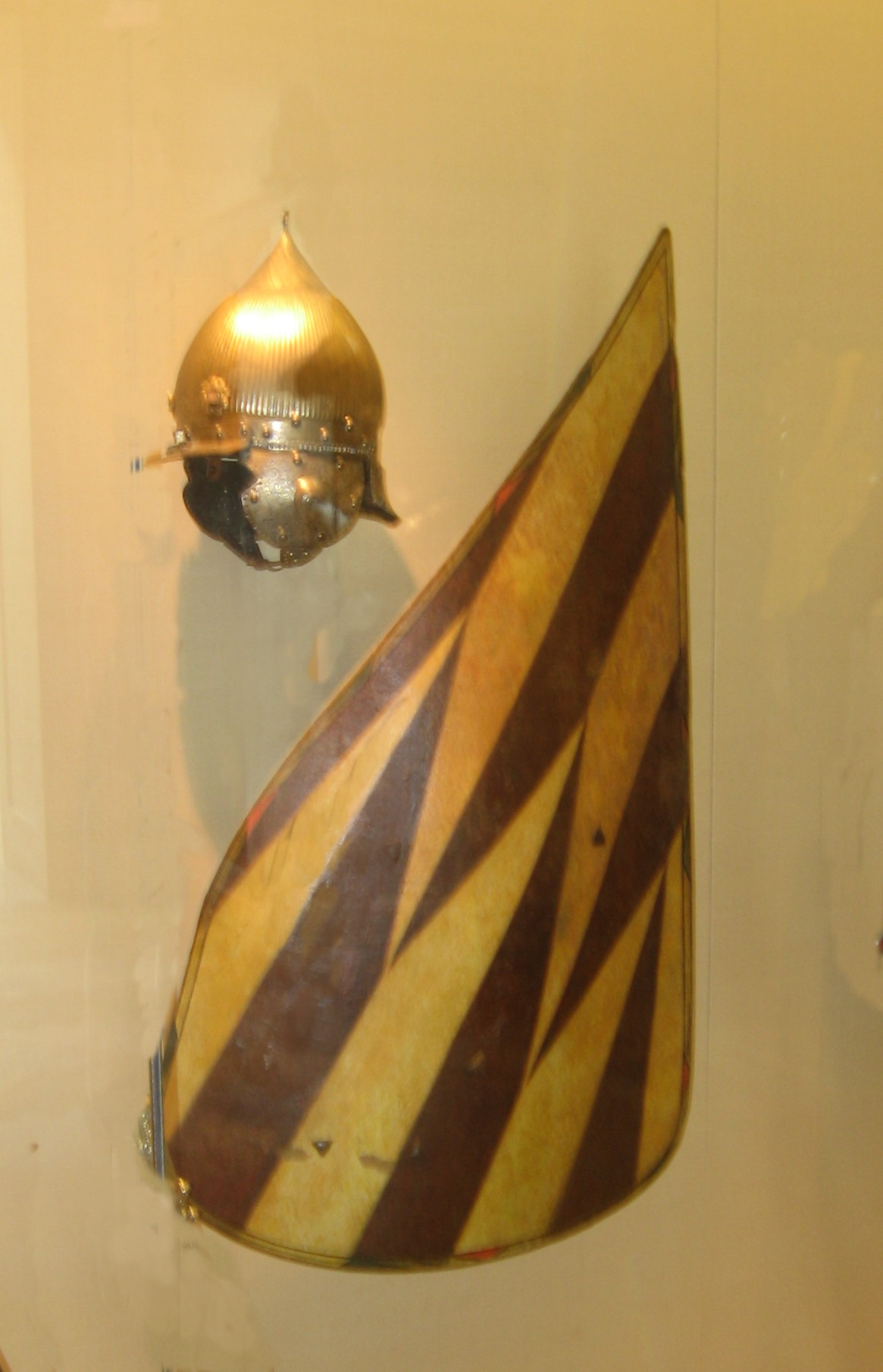
Uno scudo in stile ungherese, con elmo, dalla collezione del Metropolitan Museum of Art di New York.

Uno scudo ungherese era una forma specifica di targa. In basso era rettangolare, ma il bordo superiore sporgeva verso l'alto formando una curva. Il bordo superiore allungato è stato progettato per proteggere la testa e il collo dai tagli di sciabola. Erano caratteristici della cavalleria leggera ungherese. Durante il XVI secolo, questo scudo è diventato popolare in gran parte dell'Europa orientale, tra cavalieri cristiani e musulmani.

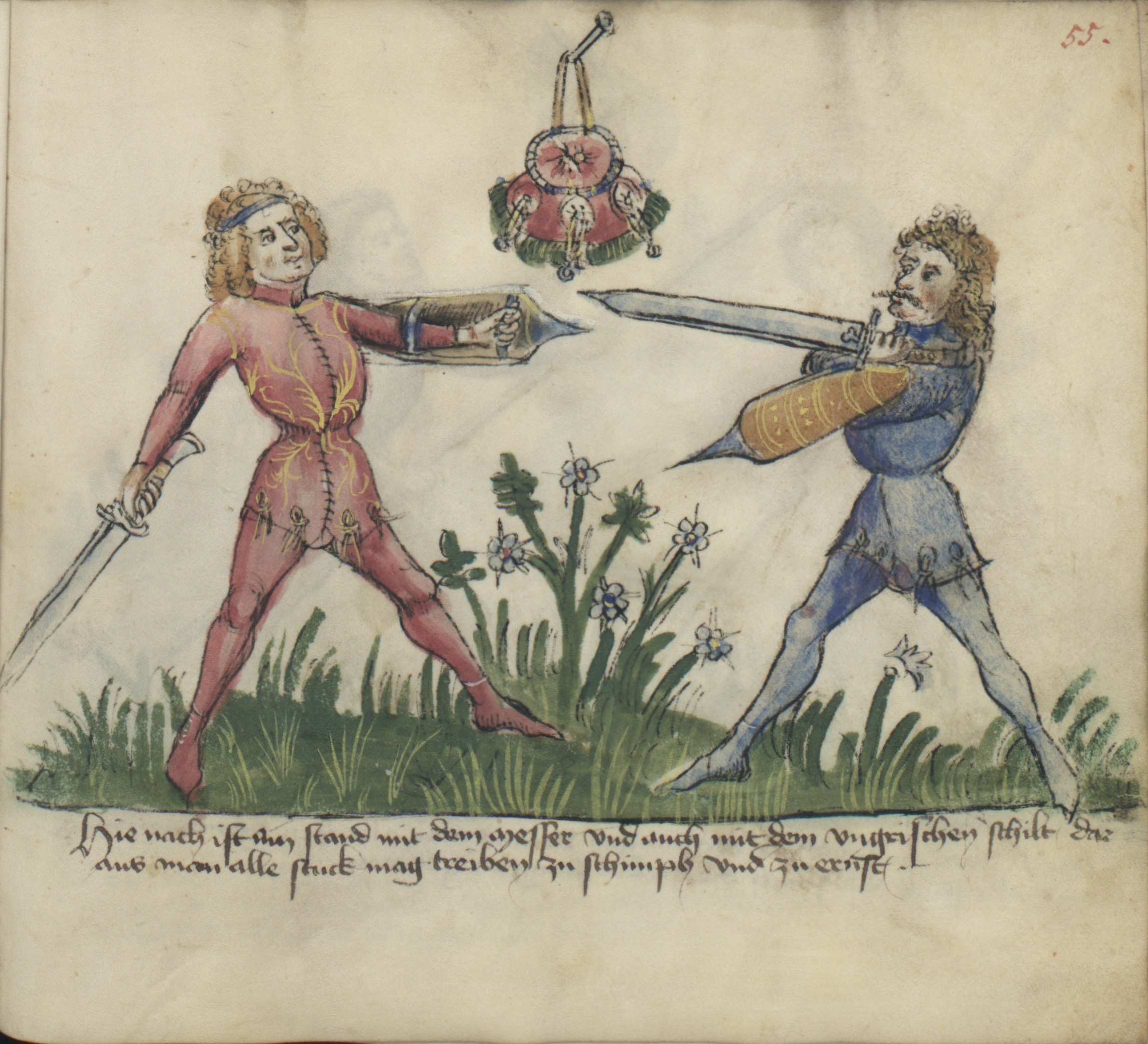
Miniatura di combattimento con una Coltella a due mani e quello che viene descritto come uno "scudo ungherese" nel manoscritto tedesco di metà del XV secolo Gladiatoria Fechtbuch (fol. 55r)

Fino al XV secolo questo tipo di scudo era in uso in Germania e in Ungheria. Il manuale bellico tedesco Gladiatoria Fechtbuch del Quattrocento menziona lo scudo ungherese, definito come "ungrischer schilt" (scudo ungherese) ed usato dai cavalieri appiedati. Il bordo spazzato verso l'alto è meno pronunciato e inoltre presenta una punta inferiore, apparentemente per uso offensivo, simile a una pata.